# Reprezentacja San Marino w piłce wodnej mężczyzn
Reprezentacja San Marino w piłce wodnej mężczyzn – zespół, biorący udział w imieniu San Marino w meczach i sportowych imprezach międzynarodowych w piłce wodnej, powoływany przez selekcjonera, w którym mogą występować wyłącznie zawodnicy posiadający obywatelstwo sanmaryńskie. Za jej funkcjonowanie odpowiedzialny jest Sanmaryński Związek Pływacki (FSN), który jest członkiem Międzynarodowej Federacji Pływackiej.

## Historia
Reprezentacja San Marino rozegrała swój pierwszy oficjalny mecz w eliminacjach do Mistrzostw Europy.

## Udział w turniejach międzynarodowych

### Igrzyska olimpijskie
Reprezentacja San Marino żadnego razu nie występowała na Igrzyskach Olimpijskich.

### Mistrzostwa świata
Dotychczas reprezentacji San Marino żadnego razu nie udało się awansować do finałów MŚ.

### Puchar świata
San Marino żadnego razu nie uczestniczyło w finałach Pucharu świata.

### Mistrzostwa Europy
Sanmaryńskiej drużynie żadnego razu nie udało się zakwalifikować do finałów ME.